# 보령 원홍주 등 6군상무사 임소
보령 원홍주 등 6군상무사 임소(保寜 元洪州 等 六郡商務社 任所)는 대한민국 충청남도 보령시 청소면 죽림리에 있는 조선시대의 건축물이다. 2016년 7월 11일 충청남도의 기념물 제191호로 지정되었다.

## 지정사유
보부상은 조선 후기 시장의 발달과 함께 등장하여 일제시기를 거쳐 해방이후까지 활동하였던 상업단체로 근대 상업사에서 중요한 위치를 차지하고 있으며 충청도 해안지역에서 활동하였던 보부상단은 원홍주등육군상무우사 , 저산팔읍상무우사, 예덕상무사 등이 있으며 이중 원홍주등육군상무우사와 관련한 유물 및 자료는 중요민속문화재 제30-4호로 지정되어 있다.
보령 원홍주 등 6군상무사 임소는 1887년 토지를 매입하여 사용하였으나 자세한 기록은 없으며 중요민속문화재 제30-4-28호 홍도원 묘사 중건기가 임신년 3월(1932년)에 제작된 것으로 알려지고 있어 그 이전부터 임소로 사용된 것임을 알 수 있음. 이곳은 홍주목사가 발급한 1887년의『완문』에 의하면 6군 상무소 소속의 광천 옹암에 사는 보상노인(褓商老人) 조덕중이 사망한 후 의탁할 곳 없는 보부상들을 위하여 70평생 상업으로 모은 재산인 홍도원 소재 사유의 전답과 산을 보상소에 기부하여 보부상들의 공동묘지가 되어 지금까지 내려오고 있으며 건물을 지어 임소로 사용하였다.
보령 원홍주 등 6군상무사 임소는 현재 안채 및 부속채 2동이 남아 있으며 현재까지도 명맥이 이어져 오고 있는 보부상단의 활동을 보여주는 매우 드문 유적이다.

## 같이 보기
- 보부상

## 참고 자료
- 보령 원홍주 등 6군상무사 임소 - 국가유산청 국가유산포털